# 黒木瑠璃華
黒木 瑠璃華（くろき るりか、1993年3月27日 - ）は、日本の女性ソフトテニス選手。鹿児島県出身。ヨネックス所属。

## 来歴
日本体育大学を経て、ヨネックス所属。

## 主な成績

### 四大国際大会
- 2016アジアソフトテニス選手権 ダブルス ベスト8（柿崎あやの・黒木瑠璃華）
- 2018アジア競技大会 国別対抗団体戦 - 金メダル / ミックスダブルス ベスト8（増田健人・黒木瑠璃華）
- 2019世界ソフトテニス選手権 - 国別対抗団体戦 - 金メダル / ミックスダブルス 銅メダル

### 全日本選手権大会
- 2017 全日本ソフトテニス選手権大会 - 第3位（徳川愛美・黒木瑠璃華）
- 2018 全日本ソフトテニス選手権大会 - 第3位（徳川愛美・黒木瑠璃華）
- 2019 全日本ソフトテニス選手権大会 - ベスト8（徳川愛美・黒木瑠璃華）